# Žlutý trpaslík

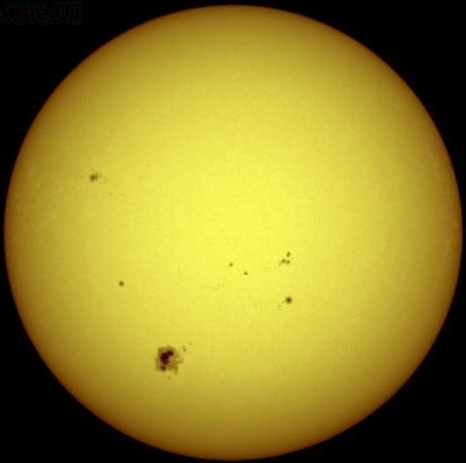
Mezi žluté trpaslíky patří i Slunce

Žlutý trpaslík je označení pro hvězdy hlavní posloupnosti spektrální třídy G. Jejich povrchová teplota dosahuje obvykle 5200 – 5900 K. Mezi žluté trpaslíky patří svou hmotností a velikostí i Slunce.
V hvězdách tohoto typu dochází během proton-protonového cyklu k spalování jader vodíku na helium. Po vyčerpání většiny vodíku v jádře se žlutý trpaslík stane červeným obrem. Nejznámějším žlutým trpaslíkem, kromě Slunce, je jedna z nejbližších hvězd Alfa Centauri A v Souhvězdí Kentaura, dále Tau Ceti ze Souhvězdí Velryby, 51 Pegasi a 18 Scorpii.
Název „trpaslík“ označuje velikostní třídu hvězd, „žlutý“ označuje teplotu světla hvězd spektrální třídy G. Toto např. sluneční světlo je však lidmi vnímáno jako bílé (denní světlo), vnímání Slunce jako žluté je dáno Rayleighovým rozptylem modré složky světla v atmosféře, který způsobuje modrost oblohy a oteplení slunečního světla. Tento efekt se zvyšuje s klesáním slunce k horizontu a extrémní oteplením světla vznikají červánky.
L

## Příklady žlutých trpaslíků
| Jméno           | Hmotnost (M☉) | Poloměr (R☉) | Svítivost (L☉) |
| --------------- | ------------- | ------------ | -------------- |
| 55 Cancri A     | 0,95          | 0,96         | 0,63           |
| Alfa Centauri A | 1,11          | 1,22         | 1,52           |
| Alfa Mensae     | 0,87          | 0,85         | 0,82           |
| 51 Pegasi       | 1,06          | 1,15         | 1,34           |
| 18 Scorpii      | 1,01          | 1,03         | 1,08           |
| Slunce          | 1,00          | 1,00         | 1,00           |
| Tau Ceti        | 0,77          | 0,82         | 0,52           |